# Don Roper
Don Roper (Botley, 14 dicembre 1922 – Southampton, 8 giugno 2001) è stato un calciatore inglese.

## Carriera
È stato un famoso calciatore dell'Arsenal.

## Palmarès

### Club

#### Competizioni nazionali
- Campionato inglese: 2

Arsenal: 1947-1948, 1952-1953
- Coppa d'Inghilterra: 1

Arsenal: 1949-1950
- Community Shield: 2

Arsenal: 1948, 1953